# Чилилабомбве
Чилилабо́мбве (англ. Chililabombwe) — город на севере Замбии, в провинции Коппербелт. Расположен на границе с Демократической Республикой Конго, на высоте 1360 м над уровнем моря.
Название города переводится как «место, где квакают лягушки»; до 1964 года носил название Банкрофт. По данным на 2010 год население Чилилабомбве составляет 75 747 жителей; по данным на 2000 год оно насчитывало 54 504 человека. Через город проходит железная дорога, ведущая в Конго. Экономика города подчинена развитию и обслуживанию горно-обогатительного предприятия Конкола (рудник и обогатительная фабрика) на базе месторождения меди.